# Kógen japán császár
Kógen császár (孝元天皇; Hepburn-átírással: Kōgen-tennō ) más néven Ójamatonekohikokunikuru no Mikoto, Japán nyolcadik császára volt a hagyományos császári lista szerint. Nincs biztos dátum, amely a császár életét és uralkodását jelölné, de a hagyomány uralkodását i. e. 214 és i. e. 158 közé teszi. A Kōgen-tennō nevet halála után kapta.

## Élete
A tudósok megkérdőjelezik az első kilenc császár, így Kógen létezését is, a Kojikiben és a Nihonsokiban csak a neve és a leszármazottai vannak feljegyezve. „Legendás császárnak” tekintik, aki a "nyolc nem dokumentált uralkodó" (欠史八代, Kesshi-hachidai) közé tartozik, ugyanis nem áll rendelkezésre elegendő feljegyzés létezésének bizonyításához és életének tanulmányozásához. A japánok hagyományosan elfogadják ezen uralkodók létezését, és egy jelenleg is fenntartott császári miszaszagija vagy síremléke is van Kógennek. A hagyomány szerinti leszármazottja, Szudzsin császár az első, aki valóban létezhetett. Kimmei (509–571), a 29. császár az első, akinek uralkodási időpontjai a korabeli feljegyzések alapján igazolhatóak. Ugyanakkor a korai császárok nevei és uralkodási idejük egészen Kammu császár (737–806), a Jamato dinasztia 50. uralkodójának uralkodásáig nem számítottak „hagyományosnak”.
Jien feljegyzi,hogy Kógen volt Kórei császár legidősebb fia és ő kormányozta a Szakaihara-no-mija-palotát Karuban, amely Jamato tartományként vált ismertté. Az Abe klán állítólag Kógen császár egyik fiának a leszármazottja. Úgy hitték, az apját követte a trónon, őt magát pedig a fia váltotta fel uralkodóként.
A Kógen posztumusz név. Vitathatatlan, hogy ez az azonosulás formájában kínai és közvetve buddhista, amely azt sejteti, hogy a nevet évszázadokkal Kógen élete után tették törvényessé, valószínűleg abban az időszakban, mikor a ma Kodzsikiként ismert krónikába összegyűjtötték a Jamato dinasztia kezdetéről szóló legendákat.
Kógen valódi sírjának helye nem ismert, a japánok hagyományosan a narai sintó szentélyben (hivatalos nevén Curugi no ike no sima no e no miszaszagi) róják le iránta tiszteletüket. A Császári Udvari Ügynökség ezt a helyet jelölte ki Kógen mauzóleumának.

## Feleségei és gyermekei
Császárnő : Ucusikome (欝色謎命), Ucusikó (欝色雄命) húga
- Óhiko herceg (大彦命)  Abe no Omi (阿倍臣), Kasiwade no Omi (膳臣),　Ahe no Omi (阿閉臣), Szaszakiyama no Kimi (狭狭城山君),　Cukushi no Kuni no Mijacuko (筑紫国造) őse
- Szukunaokokoro herceg (少彦男心命)
- Wakajamatonekohikóbi herceg (稚日本根子彦大日日尊) (Kaika császár)
- Jamatototohime hercegnő (倭迹迹姫命)
- Ikagasikome (伊香色謎命),  Óheszoki lánya (大綜麻杵)
- Hikofucuosinomakoto (彦太忍信命), Takeucsi no Szukune nagyapja(武内宿禰)
- Hanijaszuhime hercegnő (埴安媛), Kawacsi no Aotamakake lánya (河内青玉繋)
- Takehanijaszuhiko herceg (武埴安彦命)

## Fordítás
- Ez a szócikk részben vagy egészben  az   Emperor Kōgen című angol Wikipédia-szócikk ezen változatának fordításán alapul.  Az eredeti cikk szerkesztőit annak laptörténete sorolja fel. Ez a jelzés csupán a megfogalmazás eredetét és a szerzői jogokat jelzi, nem szolgál a cikkben szereplő információk forrásmegjelöléseként.